# マスター・カービルダーズ・アソシエーション
マスター・カービルダーズ・アソシエーション（英語: Master Car-Builders' Association; MCB）は、鉄道貨車の標準化を目的として1867年に設立されたアメリカ最古の鉄道協会。日本ではブリル社の私鉄電車用台車、ブリルMCBの由来として知られている。日本語では車両製造業協会や客貨車工師協会など複数の表記方法があるため、カタカナとした。

## 設立の背景
1864年、アメリカでは太平洋鉄道法の改正によって大陸横断鉄道の建設が進むこととなった。それまで全米の鉄道事業者は私鉄として別個の規格を持ち、その多くが短く孤立した路線を運営しており、列車ダイヤの基準となる標準時すら事業者ごとに異なっていた。これらの路線を大陸横断鉄道として相互に接続するとなると標準軌の問題や、車両の乗り入れにまつわる様々な規格を統一する必要があった。これらを解決する場として1867年9月、ペンシルバニア州アルトゥーナにて車両製造業協会が発足。各鉄道の車両や線路の規格を統一する働きかけが始まった。

## 成果

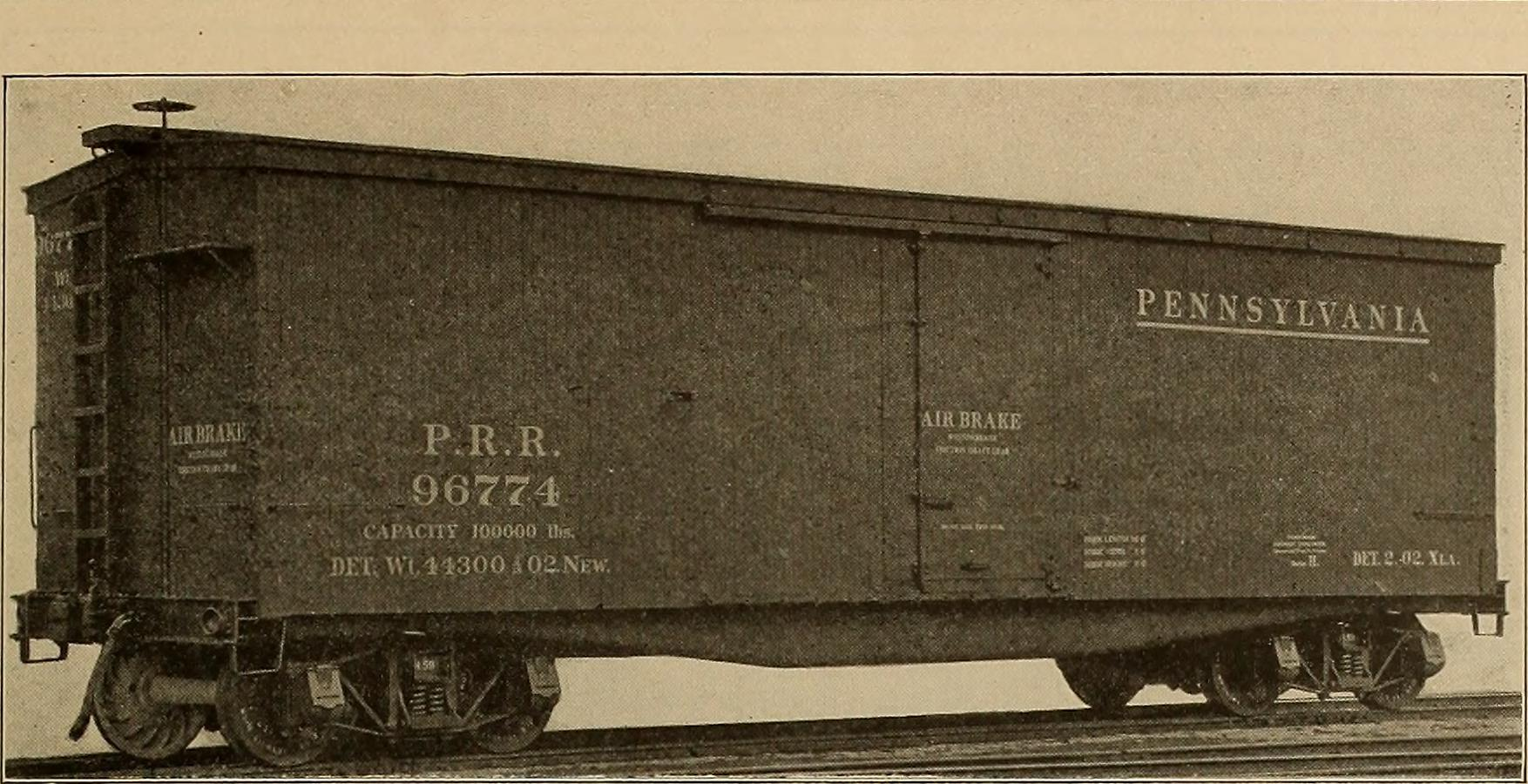
1909年版マスターカービルダー事典に掲載されたペンシルバニア鉄道の有蓋車

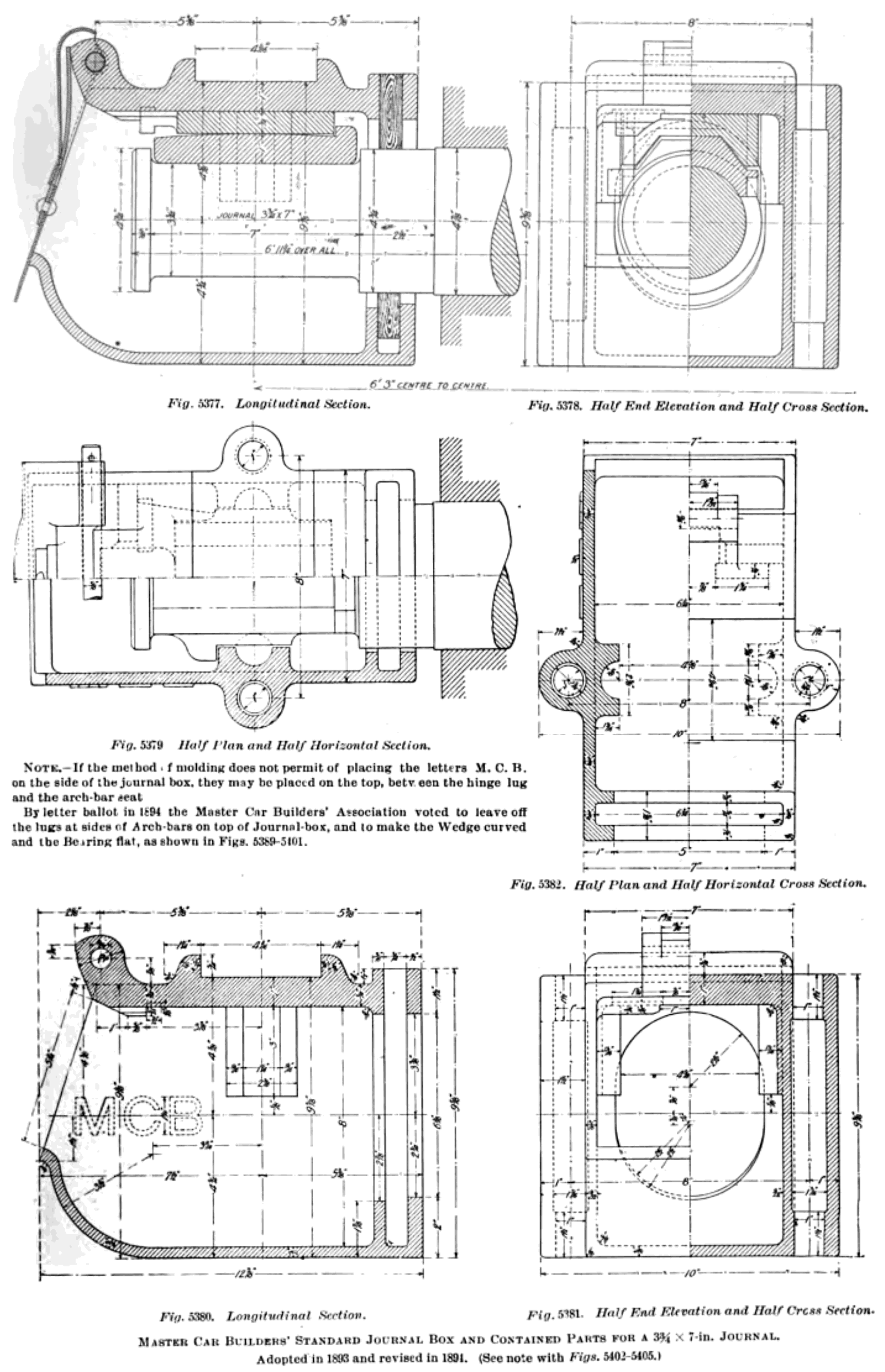
軸箱のMCB規格を示した図面

アメリカではレールや軌間の標準化が19世紀末までに達成された。年次大会では経済的で最良の客貨車製造法について議論され、ボギー台車の設計や車輪のゲージ、連結器とその高さについても規格が制定された。これにより、貨車の標準化によって事業者間での積み替えを不要とし、複数の鉄道会社で相互に車両を乗り入れて発駅から着駅まで一台の貨車で輸送を行う「通し輸送」が可能になった。他社の貨車を出先の工場で修理できるよう使用部品についても統一が図られ、ボックスカーと呼ばれる40トン有蓋車や50トン有蓋車の基本設計もマスター・カービルダーズ・アソシエーションで行われた。

### 用語の統一
1870年の第四回総会では各企業でまちまちだった車両や軌道に関する用語の統一が議題に上がり、1872年にマスターカービルダー事典（英語: Master Car-Builders Dictionary）が刊行された。この事典は3年ごとに改訂が行われ、日本を含む国内外の鉄道事業者にも恩恵をもたらした。

### 連結器の規格化
アメリカの鉄道用連結器は、ピン・リンク式から自動連結器（ジャニーカプラー）に改められ、1887年に規格が制定された。当初の自動連結器はピンリンク式連結器と接続できるようナックルに穴と溝が設けられていたが、編成両数の増加に合わせて、1916年に「タイプ D」連結器、1931年に「タイプE」連結器へと規格が改訂された。この連結器はアメリカの標準的な自動連結器として別名MCBカプラーとも呼ばれた。

### 軸箱の規格化
1891年には鉄道事業者やメーカー、機種ごとにまちまちであった軸箱の規格が制定された。これは車軸の端部を支える平軸受を収め、潤滑油の保持と防塵を行うもので、規格に準拠した製品にはMCBの文字が刻印された。

## 後継団体
1934年、鉄道に共通した問題を解決するため鉄道経営者や鉄道会計など6つの鉄道団体を統合してアメリカ鉄道協会（英語: Association of American Railroads; AAR）に発展した。